# Der tätowierte Hund
Der tätowierte Hund war Paul Maars erstes Kinderbuch, der enttäuscht über die mangelnde Qualität der Kinderbücher in den 1960er Jahren war und sich deshalb selbst Geschichten für seine Kinder ausdachte. Das Buch erschien 1968 im Friedrich Oetinger Verlag Hamburg und wurde 1969 für den Deutschen Jugendbuchpreis nominiert.
Es handelt sich dabei um eine Sammlung von Geschichten, die auf dem Körper eines Märchenhundes eintätowiert sind und beginnt mit folgendem Satz:
„Eines Tages – es war nachmittags gegen halb fünf – kam ein Hund in den Urwald und traf dort einen Löwen.“
Der Löwe findet die Bilder äußerst interessant und ist begierig, die dazugehörigen Geschichten zu hören. Für ein Leberwurstbrot ist der Hund auch bereit dazu, ihm die Geschichten zu erzählen.

## Geschichten innerhalb der Geschichte

### Wie der Affe Schlevian und der Affe Kukuk dem Nusshändler einen Sack Nüsse stahlen
Mit List gelang es den beiden Affen, dem Nusshändler seine Nüsse zu stehlen, doch sie stritten sich dann über die Teilung der Beute und beschwindelten sich gegenseitig.

### Die Geschichte vom bösen Hänsel, der bösen Gretel und der Hexe
Hier erzählt der Löwe die Geschichte von Hänsel und Gretel aus der Sicht der Hexe, die sich über die ungezogenen Kinder empörte, die dann auch noch die Tatsachen verfälschten und die Geschichte aus ihrer Sicht weiter gaben.

### Wie der Kater Traugott Bürgermeister wurde
Die beiden Kater Traugott und Raff könnten unterschiedlicher nicht sein. Traugott war dick und träge, Raff war schlank und flink. Als sie von ihrer Mutter in die Welt geschickt werden, beeindruckte Traugott die anderen Tiere durch seine stoische Trägheit so sehr, dass sie ihn für einen Tiger hielten und ihn zum Bürgermeister ihrer Stadt kürten.

### Wie der Affe Kukuk und der Affe Schlevian untereinander einen Dichterwettstreit austrugen
Die Affen Kukuk und Schlevian stritten sich um eine Tafel Schokolade und veranstalteten einen Dichterwettstreit darum. Als Schiedsrichter bot sich ein Frosch an, der allerdings unbemerkt die Tafel auffraß.

### Die Geschichte von der Kuh Gloria
Die Kuh Gloria war nicht nur besonders dick, sondern auch besonders ehrgeizig und wollte unbedingt Künstlerin werden. Doch als Sängerin und als Tänzerin waren ihre Leistungen katastrophal. Als sie aber ins Nilpferdland auswanderte, wurde sie als zarte, zerbrechliche Künstlerin bewundert.

### Wie der Affe Schlevian der Maus Hurtig-Hurtig einen Streich spielte und wie sie es ihm heimzahlte
Der Affe Schlevian spielte der agilen Maus Henriette Mausnick, Sportlehrerin an der Mäuse-Mädchen-Mittelschule, einen Streich nach dem anderen, indem er ihren Höhleneingang mit Kokosnüssen versperrte. Sie kam dadurch zu spät zum Unterricht und sann auf Rache. Sie nagt seinen Ast an, so dass er genau vor das Stinktier fiel.

### Die Geschichte von dem Esel, der ein Zebra werden wollte
Der Esel Maxi hätte auch gerne solche Streifen wie das Zebra und wurde von dem Affen Kukuk hereingelegt, der ihn vor einen Gartenzaun führte. Dieser warf Schatten auf den Rücken des Esels, worauf der Esel dachte, er hätte auch schwarze Streifen.

### Die Geschichte vom Zauberer Abra Kadabrax
Die Affen Schlevian und Kukuk wollten sich vom Zauberer Abra Kadabrax kleinere Ohren zaubern lassen. Da dieser nicht zuhause war, versuchten sie sich selbst in der Zauberkunst, mit grotesken Ergebnissen. Als der Zauberer das Chaos entdeckte, war er sehr zornig. In dem Durcheinander fiel ein Bild auf einen der beiden Affen, den er in einen Hund verwandelt hatte, und schon war der Hund über und über mit Bildern bedeckt.
Dieser tätowierte Hund hatte auf dem linken Ohr einen Hund abgebildet, der auf seinem Ohr tätowiert war, auf dem ein Hund zu sehen war, auf dessen Ohr wiederum usw. usf.